# Pokolj u Vrbanji
Pokolj u Vrbanji naziv je za ratni zločin koji su od 17. do 28. srpnja 1993., tijekom sukoba HVO-a i Armije BiH, počinili vojnici HVO-a.
Pripadnici HVO-a ubili su tada u Vrbanji 45 civila Bošnjaka, starosti od 19 do 82 godine, a zločini nad Bošnjacima počinjeni su i u naseljima Vrpeč, Crniče, Donjići i Čaušlije.
Jedinice HVO-a imale su i logor u prostorijama motela Akvarijum u kojem je prisilno bilo zatvoreno još 46 osoba. Zatočeni Bošnjaci, djeca, žene i starije osobe, bili su žrtve različitih oblika zlostavljanja. Slavko Šakić je zbog ovog zločina 2008. godine osuđen na 8,5 godina zatvora.
Vrbanja je bila jedno od ključnih točaka u hrvatsko-bošnjačkom sukobu na području općine Bugojno. Na punktu u Vrbanji 10. srpnja 1993. pripadnici Armije RBiH zaustavili su vozilo u kojemu su bili vojnici HVO-a i bez ikakva obrazloženja na njih otvaraju vatru. U toj pucnjavi ubijena su tri vojnika HVO-a. Jedan od mudžahedina poslije pucnjave na vojnike HVO-a kleknuo je u lokvu krvi ubijenih i obrednom se zahvalom klanjao Alahu. Sedam dana poslije, 17. srpnja 1993. hrvatski civil ubijen je dok se vozio u civilnom odijelu, u kratkim hlačama i bez ikakva naoružanja kroz Vrbanju.
Vrbanja je bila nacionalno miješano naselje smješteno na putu M 16-2 na izlazu iz Bugojna prema Uskoplju. Taj put bio je još jedina komunikacija kojom je bugojanski HVO bio međusobno prostorno uvezan s uskopaljskom brigadom Ante Starčević i dalje na jug. Sve druge pravce kontrolirali su ili Srbi ili ARBiH. Dolazak Selme Cikotića značio je prekid prividna sklada. Cikotić je bio oficir JNA do svibnja 1992., tijekom cijele agresije JNA na Hrvatsku. U JNA je ostao i poslije nego je Hrvatsku priznao sav demokratski svijet. U ARBiH je brzo napredovao. Dolazak Cikotića za zapovjednika Operativne grupe Zapad u Bugojno značio je i aktivnu pripremu Bošnjaka za sukob, kako to Cikotić kaže, s "ustašama".  Odlukom Selma Cikotića, i njegovih suradnika da u Vrbanji započnu sukob mučkim ubojstvom bojovnika HVO imala je za cilj izazvati širi sukob i pri tome optužiti drugu stranu, što se upravo ovdje i desilo. Scenarij je bio identičan scenariju 16. travnja 1993. godine u Ahmićima kod Viteza, gdje je ARBiH ciljala razdvojiti od uvezivanja HVO Lašve s njegovim ostatkom u Busovači i Lepenici. Legitimnost vojničkog cilja je prešućena, istaknut je samo bezrazložno počinjeni ratni zločin i zbog lažnih prijava AID-a Hrvati napunili haške sudnice i europske zatvore. Pri tome više nitko ne spominje kako je tu najviše bilo potpuno nevinih.